# Antal Péter (játékvezető)
Antal Péter (Kecskemét, 1986.  augusztus 2. –)  magyar labdarúgó-játékvezető.

## Labdarúgó pályafutása
A Kecskeméti TE utánpótlásában pallérozódott, 2006-2009 között az Akasztó csapatában játszott, 2010-11 között Hartán, míg aktív nagypályás labdarúgó pályafutását Kiskőrösön fejezte be.

## Játékvezetői pályafutása
2012-ben tette le a játékvezetői vizsgáját Bács-Kiskun megyében. 2015/2016-os szezontól NB. III-as játékvezető, míg 2018. augusztus 7-én vezethette első NB. II-es mérkőzését (Vác-Csákvár).
Az élvonalban 2020. június 24-én a Budapest Honvéd - Kaposvár mérkőzésen mutatkozott be.
NB. I-es mérkőzések száma: (2024. december 17-ig) 41 mérkőzés

## Adatlapok
- focibiro.hu (hozzáférés: 2020. november 27.)
- sporttal.hu[halott link] (hozzáférés: 2020. november 27.)
- MLSZ Adatbank (hozzáférés: 2020. november 27.)